# Franz Ertl (Politiker, 1839)

Franz Ertl

Franz Ertl (* 9. Dezember 1839 in St. Pölten; † 23. März 1906 ebenda) war ein österreichischer Politiker und 15. Bürgermeister von St. Pölten.

## Leben
Der am 9. Dezember 1839 geborene St. Pöltner erlernte das Wirtsgewerbe und führte eine Gaststätte. Von 1870 bis 1906 gehörte er dem Gemeinderat an, ab 1888 bis zu seiner Wahl 1898 war er auch erster Gemeinderat (Vizebürgermeister). Zwischen 1889 und 1895 übte er das Amt des Verwalters des Krankenhauses aus. Die politischen Kämpfe der Zeit widersprachen ihm, sodass er 1900 zu keiner erneuten Wahl bereit war. In seiner kurzen Amtszeit wurde mit dem Bau des Hotels Pittner und dem Stöhrhauses begonnen. Schon 1877 wurde er in den Ortsschulrat gewählt, dessen Obmann er seine letzten beiden Lebensjahre war. Er starb am 23. März 1906 in seiner Heimatstadt.

## Ehrungen
- Ertlstraße in St. Pölten